# Palača Monserrate
Palača Monserrate ({{lang-pt|Palácio de Monserrate]]) je veličastna vila v bližini Sintre, tradicionalnega poletnega letovišča portugalskega dvora v vznožju s pogledom na Atlantski ocean severno od glavnega mesta Lizbone.

## Zgodovina
Po legendi je tam stala kapela, posvečena Devici Mariji, ki jo je zgradil Alfonz Henrik po ponovni osvojitvi Sintre (okoli 1093). Na njenih ruševinah je bila leta 1540 na vrhu hriba zgrajena druga kapela, posvečena Gospe od Monserrate. Posestvo je bilo takrat v lasti bolnišnice Real de Todos os Santos v Lizboni. V 17. stoletju je posest prevzela družina Mello e Castro, toda po lizbonskem potresu leta 1755 je posest postala neprimerna za življenje.
Angleški trgovec po imenu Gerard de Visme je najel posest leta 1789 in zgradil neogotsko hišo nad ruševinami kapele. V letih 1793-1794 je posestvo dal v podnajem Williamu Thomasu Beckfordu, ki je začel načrtovati urejen vrt. Čeprav je bilo posestvo še vedno v ruševinah, ko ga je leta 1809 obiskal lord Byron, je njegov veličasten videz navdihnil pesnika, ki je omenil lepoto Monserrate v Romanju Childea Harolda. Po tem je nepremičnina pritegnila pozornost tujih popotnikov. Eden od njih je bil Francis Cook, bogat angleški trgovec, ki je leta 1856 dobil posestvo v podnajem in ga je kralj Ludvik počastil z naslovom vikonta Monserratskega. Cook je nepremičnino kupil leta 1863 in začel delati z arhitektom Jamesom Knowlesom na ostankih hiše, ki jo je zgradil de Visme. Palača je postala poletna rezidenca družine Cook.
Na zasnovo sta vplivala romantika in arhitektura mudéjarskega mavrskega preporoda z neogotskimi elementi. Eklekticizem je lep primer sintranske romantike, skupaj z drugimi bližnjimi palačami, kot sta palača Pena in Quinta do Relógio. Islamski arhitekturni vpliv se nanaša na čas, ko je bila regija del širšega muslimanskega Gharb Al Andaluz do 13. stoletja.
Lastnino in lovišča je leta 1949 pridobila portugalska država. Leta 1978 sta bila park in palača Monserrate kategorizirana kot stavba javnega pomena. Leta 1995 je UNESCO hribovje Sintra, vključno s parkom Monserrate, vpisl kot kulturno krajino Sintre na seznam svetovne dediščine. Upravljanje parka Monserrate je leta 2000 prevzel park Sintra in njegov program obnove in obnove je omogočil, da se je palača ponovno odprla za javnost. Leta 2013 je bil park Monserrate nagrajen z Evropsko nagrado za vrt v kategoriji »Najboljši razvoj zgodovinskega parka ali vrta«.

## Park
Terasa vodi v velik park. Zasnovan je v romantičnem slogu z jezerom, več izviri in fontanami, jamami, obdan pa je z bujnim zelenjem z redkimi vrstami.
Vrt je poln rastlin, razvrščenih po geografskih območjih. Tu so naravno gojene regionalne jagode in bodike, hrast plutovec; čilska aravkarija (Araucaria Araucana in palmovke, drevesne praproti iz Avstralije in Nove Zelandije; ter agave in juke iz Mehike. Tu so tudi kamelije, azaleje, rododendroni, bambusi, ki predstavljajo Japonsko.

## Kmečko dvorišče
Kmečko dvorišče Monserrata pokriva okoli 2 hektarja veliko območje, vključno z avtohtonimi drevesi in vodno linijo. Je kot majhna kmetija z različnimi rastlinami in njivami za živino. Dvorišče ima sistem obnovljivih virov energije, tako da je energetsko povsem samooskrbno.
Nekdanjo hišo, zgrajeno v 19. stoletju, so obnovili in opremili z opremo za izobraževalne dejavnosti oziroma kuhinjske delavnice. Na kmečkem dvorišču so sadovnjaki in zelenjavne površine, divje rastline in jagodičevje ter žita in dišavnice. Območje nasada je obdano s polji konj, oslov in ovc, poleg zajčnika in perutninskega hleva. Na voljo je tudi piknik prostor, amfiteater na prostem in hlev.
Potok teče skozi dvorišče kmetije in se oskrbuje z vodo iz naravnih izvirov lovišča Monserrate. Potok je bil tudi obnovljen, zdaj pa ga imajo koristi od dvoživk in vodnih živali.

### Totem
Skulptura je visoka 7,5 metra in je bila izdelana iz debla petdeset let starega evkaliptusa z motorno žago. Drevo ni imelo možnosti preživetja zaradi močne okuženosti z glivami trohnilci, zato so ga s posegom ohranili namesto posekali. Drevo je postalo predmet posebnih naravnih vrednot gorovja Sintra.
Totem kmečkega dvorišča Monserrate je ustvaril valižanski umetnik Nansi Hemming, ki je izkušen pri kiparstvu iz lesa. Naravne vrednote, upodobljene na totemu, so: Bonellijev orel, mali podkovnjak, hrošč jelen, jazbec, egiptovski mungos, Latastejev gad, lisasta sova, velika uharica, navadni močerad, pepsis, močvirska sklednica, ženeta in reliktni gozd hrasta, jagodičnice, bodike in bršljanove praproti.

### Obnovljivi viri
Projekt obnovljivih virov energije »Off-Grid Farmyard« se izvaja na kmetiji v Monserrateu, da bi proizvedli elektriko za zadostitev porabe kmetije. Obnovljiva energija se na kmetiji proizvaja iz treh različnih virov: vetrna energija – z zračnim generatorjem; hidroelektrarna – s hidroturbino; sončna energija – s kompletom fotovoltaičnih panelov.
Infrastruktura in oprema za »Off-grid Farmyard« je bila nameščena leta 2012 v okviru projekta BIO+Sintra, ki ga financira program LIFE Evropske komisije in vodi Sintra Park – Monte da Lua.

## Slike
- Hodnik
- Fontana v osrednjem hodniku
- Knjižnica
- Park
- Notranji pogled na glavno kupolo
- Vodnjak pred palačo
- Okno palače Monserrate